# Tommaso Radaelli
Tommaso Radaelli (Monza, c. 1834 — Farroupilha, 2 de setembro de 1921) foi um dos primeiros italianos a se estabelecer no Rio Grande do Sul e foi quem levou a 1ª semente de uva ao RS. Radicou-se em 1875 no que hoje é o município de Farroupilha, junto com as famílias de Stefano Crippa e Luigi Spreafico.